# 데라야마 레이
데라야마 레이(寺山怜, 1990년 12월 20일 ~ 일본 도쿄 도)는 일본기원 도쿄본원 소속의 바둑 기사이다. 후지사와 카즈나리 8단의 문하생이다.

## 승단
- 2007년 여름 입단(초단)
- 2009년 2단 승단
- 2010년 3단 승단
- 2014년 4단 승단
- 2017년 5단 승단
- 2020년 1월 6단 승단(2019년 상금 랭킹 결정의 의한 승단)

## 입상
- 2009년 제34기 신인왕전 준결승 진출
- 2010년 제5회 히로시마 알루미늄배 약리전 우승(비공식전)
- 2011년 제8회 중야배(中野杯) U20 선수권 준우승(비공식전)
- 2015년 제10회 히로시마 알루미늄배, 약리전 우승
- 2016년 제63기 NHK배 준우승 (상대 장쉬 9단)